# Chrysopa vilallongae
Chrysopa vilallongae är en insektsart som beskrevs av Navás 1935. Chrysopa vilallongae ingår i släktet Chrysopa och familjen guldögonsländor. Inga underarter finns listade i Catalogue of Life.